# اثنين الورد

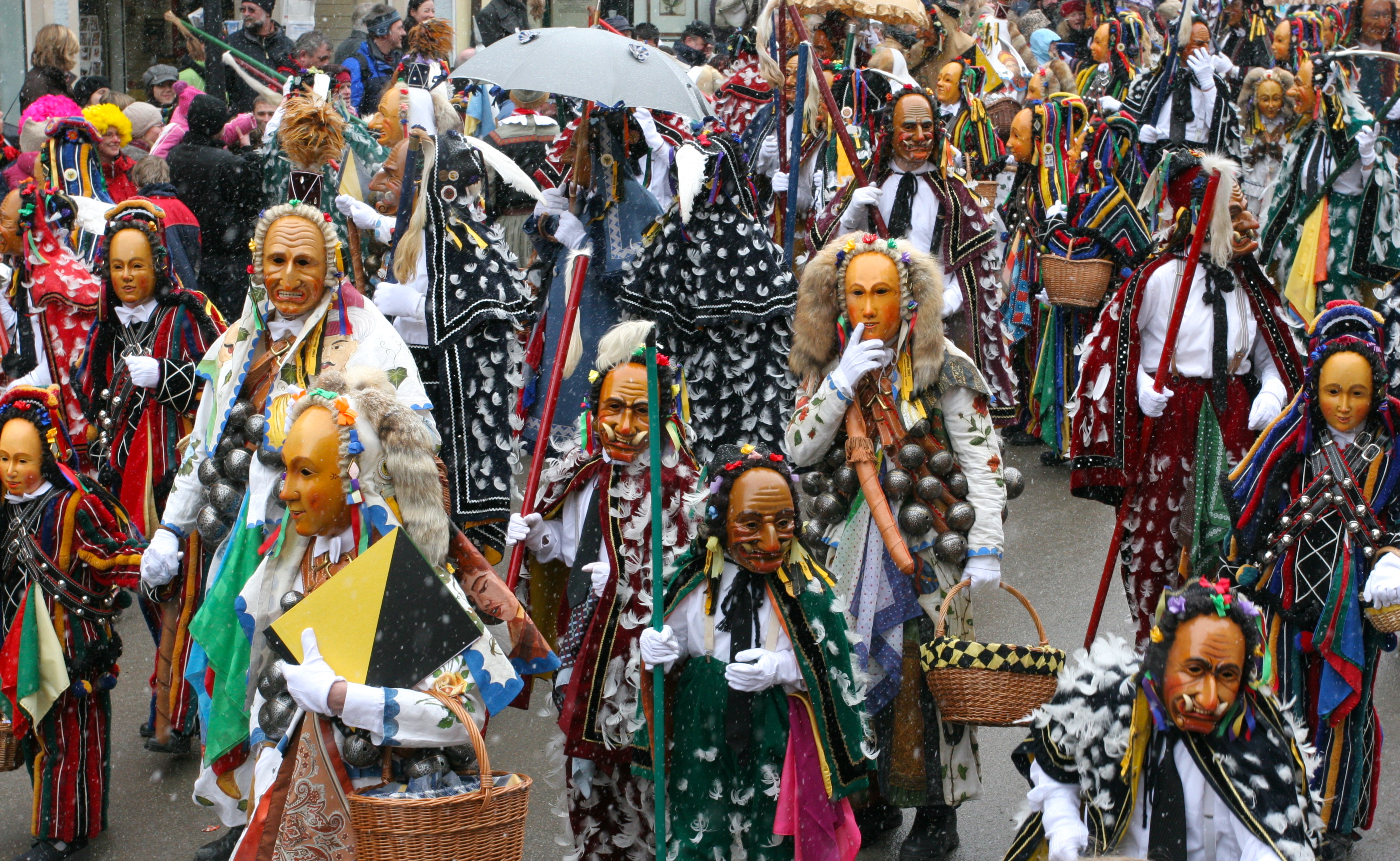
كرنفال اثنين الورود في رُتفَيل في ألمانيا

اثنين الورد أو اثنين الورود (بالألمانية: Rosenmontag، رُوزِنمُنتَاغ) هو أبرز ما يميز الكرنفال الألماني ويقام يوم الاثنين قبل أربعاء الرماد أي بداية الصوم الكبير. يُحتفل به في البلدان الناطقة باللغة الألمانية، أي في ألمانيا والنمسا وسويسرا وبلجيكا ( أوبن وكلميس)، وخصوصًا في معاقل الكرنفال التي تشمل أرض الرَّين ولا سيما في قلونية (كولونيا أو كولن) وفي بون ودوسلدورف وآخن وميانصة (ماينتس) أهم ما يميز الكرنفال في النمسا ليس اثنين الورد كما في ألمانيا ولكن الثلاثاء البدين.